# AirAsia X
AirAsia X Berhad (trước đây gọi là FlyAsianXpress Sdn. Bhd.),, hoạt động với tên AirAsia X, là một hãng hàng không giá rẻ bay đường dài có trụ sở tại Malaysia và là công ty chị em của AirAsia. Nó bắt đầu hoạt động vào ngày 2 tháng 11 năm 2007 với dịch vụ đầu tiên bay từ Sân bay Quốc tế Kuala Lumpur, Malaysia đến Sân bay Gold Coast ở Úc. AirAsia X bay đến các điểm đến ở Châu Á, Úc và Hoa Kỳ. Hãng hàng không khai thác một đội bay gồm 22 máy bay và đã đặt hàng thêm 76 chiếc nữa. Indonesia AirAsia X và Thai AirAsia X được liên kết với AirAsia X.
AirAsia X là hoạt động trung bình và dài của thương hiệu AirAsia, hãng hàng không giá rẻ lớn nhất châu Á. Nhượng quyền thương mại có thể giảm chi phí bằng cách sử dụng một hệ thống bán vé chung, sơn vỏ máy bay, đồng phục nhân viên và phong cách quản lý.

## Lịch sử
Vào ngày 17 tháng 5 năm 2007, Tony Fernandes đã công bố kế hoạch bắt đầu các chuyến bay từ Malaysia đến Úc. Fernandes cho biết ông sẽ tránh sân bay Sydney do mức phí cao. Thay vào đó, hãng sẽ tập trung vào các lựa chọn thay thế rẻ hơn như sân bay Avalon của Melbourne, sân bay Williamtown ở Newcastle và sân bay Adelaide. Giá vé duy trì được dự đoán là khoảng 800 MYR (285 đô la Úc) cho giá vé khứ hồi, cộng với thuế. Sự quan tâm cũng được thể hiện khi sử dụng Sân bay Gold Coast làm điểm đến khác của Úc. 
Một số phát triển lớn đã được công bố vào ngày 10 tháng 8 năm 2007, AirAsia X đã công bố tuyến bay đầu tiên từ Kuala Lumpur đến Gold Coast, với giá vé một chiều bắt đầu từ 50 MYR (17 đô la Úc) không bao gồm thuế và phí, với giá vé trung bình là khoảng MYR 1 800 (598 đô la Úc), đã bao gồm thuế và phí.
Hãng hàng không cũng thông báo rằng ông Richard Branson thuộc Tập đoàn Virgin, sẽ lấy 20% cổ phần của hãng hàng không để giúp bắt đầu các hoạt động đường dài và tài trợ cho việc mua máy bay của họ.  Branson cũng dự báo khả năng mạnh mẽ trong tương lai, các liên kết chính thức giữa Virgin Blue và AirAsia X, bao gồm các thỏa thuận liên danh và chương trình Loyalty.
Máy bay AirAsia X đầu tiên đã đến Sân bay Quốc tế Kuala Lumpur vào ngày 15 tháng 9 năm 2007. Hãng được đặt tên là "Semangat Sir Freddie" (tiếng Anh: "Spirit of Sir Freddie") theo tên của người tiên phong và người sáng lập mô hình giá rẻ; người quá cố, Ngài Freddie Laker của Skytrain.

## Đội tàu bay
Trong một diễn đàn kinh doanh tại Manila (tháng 2 năm 2018), Fernandes nói với các phóng viên bên lề rằng hãng hàng không đang xem dòng máy bay Boeing 787 Dreamliner để mở rộng đội bay.
Vào tháng 9 năm 2018, có thông tin rằng AirAsia X đang đánh giá khả năng sử dụng dòng máy bay A321 A321neo và A321LR cùng với đội bay A330 của mình. Bằng cách sử dụng máy bay thân hẹp cho các tuyến ngắn hơn (tối đa 7,9 giờ), hãng hàng không tin rằng họ có thể đạt được mức tiết kiệm chi phí biến đổi lên tới 16% và tiết kiệm chi phí cố định lên tới 5%.
Đội máy bay AirAsia X bao gồm các máy bay tính đến tháng 6/2021 như sau:
| Tàu bay            | Đang vận hành | Đặt hàng | Số khách | Số khách | Số khách  | Ghi chú |
| Tàu bay            | Đang vận hành | Đặt hàng | P        | Y        | Tổng cộng | Ghi chú |
| ------------------ | ------------- | -------- | -------- | -------- | --------- | --- |
| Airbus A321XLR     | 0             | 30       | 0        | 232      | 232       | |
| Airbus A330-300    | 21            | 0        | 12       | 365      | 377       | |
| Airbus A330-900neo | 2             | 78       | 12       | 365      | 377       | Đưa vào vận hành: 2019 2 chiếc của Thai Air Asia X Hiện tại kế hoạch bàn giao máy bay bị chậm lại do tác động của dịch Covid-19 |
| Tổng cộng          | 23            | 118      |          |          |           | |